# Jajaran Baru II
Jajaran Baru II is een bestuurslaag in het regentschap Musi Rawas van de provincie Zuid-Sumatra, Indonesië. Jajaran Baru II telt 2760 inwoners (volkstelling 2010).